# Chlaenius sedulus
Chlaenius sedulus är en skalbaggsart som beskrevs av Thomas Casey. Chlaenius sedulus ingår i släktet Chlaenius och familjen jordlöpare. Inga underarter finns listade i Catalogue of Life.